# Henrik Nikolai Krøyer
Henrik Nikolai Krøyer (Copenaghen, 22 marzo 1799 – Copenaghen, 14 novembre 1870) è stato uno zoologo, ittiologo e carcinologo danese.

## Biografia
Nato a Copenaghen, era fratello del compositore Hans Ernst Krøye. Iniziò a studiare medicina all'Università di Copenaghen nel 1817, per poi passare allo studio della storia e della filologia. Quando era studente era un sostenitore del movimento culturale del Filellenismo e partecipò come volontario alla guerra d'indipendenza greca.
Al suo ritorno in Danimarca Krøyer si appassionò alla zoologia. Nel 1827 divenne assistente di un docente a Stavanger, dove ebbe modo di conoscere Bertha Cecilie Gjesdal, che diventò poi sua moglie. La sorella della moglie, Ellen Cecilie Gjesdal, fu ritenuta inadatta ad allevare il figlio Peder Severin, che fu quindi adottato da Krøyer e dalla moglie e prese il cognome del padre adottivo; divenne poi un celebre pittore.
Nel 1830 Krøyer fece ritorno a Copenaghen, dove divenne insegnante di storia naturale all'accademia militare. A causa del fatto che per tale corso non fosse disponibile un libro di testo, Krøyer nel 1833 scrisse e pubblicò il libro dal titolo Grundtræk til Vejledning ved naturhistorisk Undervisning (Funzionalità di base per la guida all'educazione alla storia naturale).
Durante la sua carriera viaggiò spesso lungo le coste della Danimarca, dove si dedicò allo studio della vita marina, concentrandosi specialmente su pesci e crostacei. Pubblicò i risultati di questi studi nel libro Danmarks Fiske (Pesci di Danimarca), uscito in tre volumi tra il 1838 e il 1853. Nel corso della sua vita visitò anche molte delle aree costiere europee e di Terranova. Nel 1853 assunse il titolo di professore. A causa delle precarie condizioni di salute nel 1869 dovette lasciare il suo incarico di direttore del Museo zoologico di Copenaghen, che aveva assunto nel 1847.
| Krøyer è l'abbreviazione standard utilizzata per le specie animali descritte da Henrik Nikolai Krøyer. Categoria:Taxa classificati da Henrik Nikolai Krøyer |